# Вэддингтон, Элис
Элис Вэддингтон (англ. Alice Waddington, настоящее имя Ирене Лаго Клаверо исп. Irene Lago Clavero, род. 31 июля 1990, Бильбао, Испания) — испанский кинорежиссёр, сценарист, фотограф и художник по костюмам. Её режиссёрский стиль определяется современным подходом к золотой эре студийных фильмов ужасов (1920–1970 годов), которые производились такими компаниями, как «Hammer Films» и «Universal's Creature Features» вперемешку с сюрреалистическим юмором, а иногда и с мюзиклами.

## Биография и карьера
Ирен Вэддингтон родилась 31 июля 1990 в Бильбао, Испания, в семье каталонского психолога и галисийского учителя. Сценическое имя «Элис» возникло, когда Вэддингтон было 16 лет, и она была ассистентом у фотографа Кике Лопес. Элис училась в Университете Страны Басков в Бильбао, где начала снимать промо-фото и видео о фэшн-индустрии, в том числе и в качестве ассистента фотографа испанских изданий Harper's Bazaar, Neo2 и других, таких как японский журнал KERA. С 20 до 23 лет Элис работала креативным менеджером, продюсером и видеоредактором в рекламных агентствах Leo Burnett Iberia (с такими клиентами, как AXA, DIA или Trident) и Social Noise (eDreams, Pepsico, Verti), будучи также задействованной в проектах как художник сторибордов.
В 2014 году Элис берет паузу в работе в рекламном агентстве, и, заручившись помощью мексиканского исполнительного продюсера Ядиры Авалоса, берется за написание и съемки короткометражного фильма. Она находит спонсоров и создает 11-минутный фильм под названием «Disco Inferno», который позже получил номинации на 67 кинофестивалях по всему миру, включая Palm Springs, Fantasia, Sitges и Fantastic Fest, после чего картину ожидали одиннадцать международных фестивальных побед. Короткометражный фильм все ещё гастролирует по Японии, Китаю, США и Канаде.

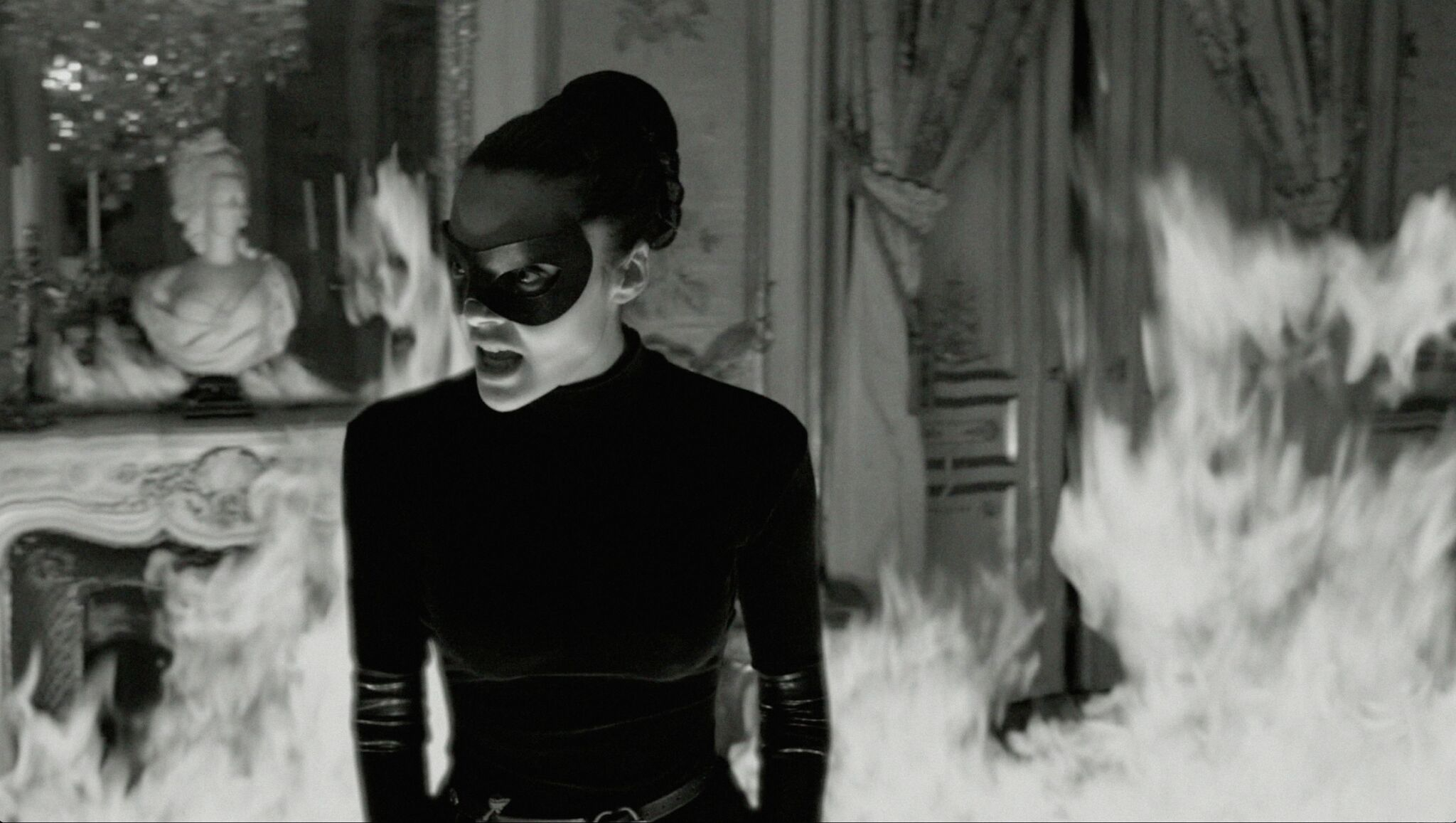
Актриса Ана Рухас на съемках фильма Элис Вэддингтон "Disco Inferno"

Первый художественный фильм Элис «Райские холмы» был спродюсирован компанией Nostromo Pictures. В главных ролях снялись Эмма Робертс, Джереми Ирвин, Милла Йовович, Аквафина и Эйса Гонсалес. Сюжет закручивается вокруг девушки из состоятельной семьи, которую родители отправляют на перевоспитание в закрытый пансион, находящийся на тропическом острове. Героине предстоит раскрыть страшную тайну этого места.
Элис Вэддингтон о своём фильме «Райские холмы»:

 Я хотела подарить увлекательную сказку, в которой бы сочетались фэнтези, сёдзё 90-х, фантастика и костюмированная драма… В картине можно найти и идеализм фантастического боевика «Бегство Логана», и самобытный ретрофутуризм триллера «Заключённый», и что-то от сказочных отважных героинь Гильермо Дель Торо, берущих в руки власть над своими судьбами… Я стремилась соблюсти баланс между помпезностью и динамичностью, чтобы снять необычный триллер, в котором каждый из зрителей найдет что-то своё. 
Мировая премьера фантастической мелодрамы состоялась на кинофестивале «Сандэнс» в январе 2019 года. В российский прокат картина «Райские холмы» выйдет 7 ноября.
В планах Элис съемки биографической ленты, метафорический фантастический хоррор о меньшинствах и работа над экранизацией невыдуманных, трагических событий.

## Активизм
Элис Уоддингтон является активным поборником прогрессивных социальных изменений в отношении причин, связанных с ущемлениями женщин в кино-среде. Она высказывалась о необходимости более частого привлечения женщин к кинопроектам.

## Фильмография
| Год  |   | Русское название | Оригинальное название | Роль                |
| ---- | - | ---------------- | --------------------- | ------------------- |
| 2019 | ф | Райские холмы    | Paradise Hills        | режиссёр, сценарист |
| 2021 | ф | Скарлет          | Scarlet               | режиссёр, сценарист |